# Liste der Gerechten unter den Völkern aus Slowenien

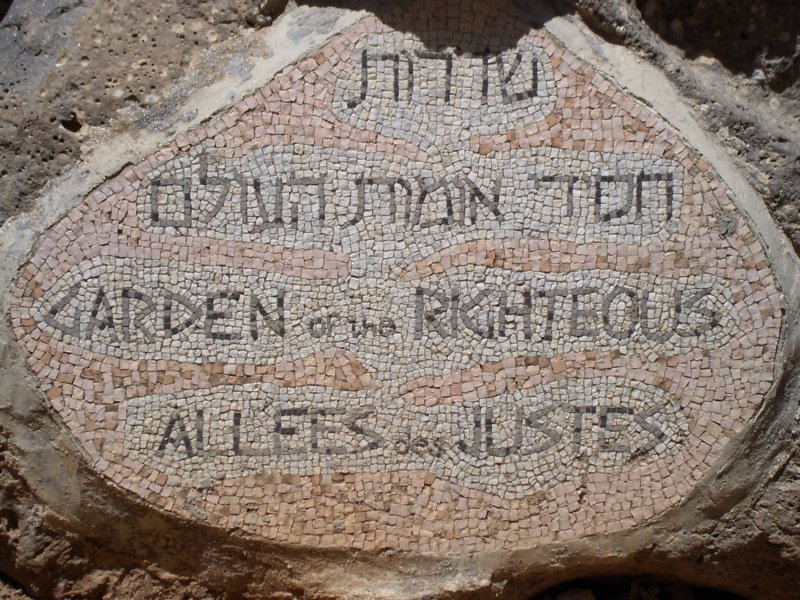
Eingang zum „Garten der Gerechten“ in der Gedenkstätte Yad Vashem

Die Liste der Gerechten unter den Völkern aus Slowenien führt in alphabetischer Reihenfolge diejenigen Slowenen auf, die von der Gedenkstätte Yad Vashem mit dem Titel Gerechter unter den Völkern geehrt wurden.

## Hintergrund
Dieser Titel wird an nichtjüdische Einzelpersonen verliehen, die unter nationalsozialistischer Herrschaft während des Zweiten Weltkriegs ihr Leben einsetzten, um Juden vor der Ermordung zu retten.
16 Slowenen haben bis zum 1. Januar 2022 den Titel Gerechter unter den Völkern verliehen bekommen.

## Liste
Die Liste ist alphabetisch nach Nachnamen geordnet. Hinter dem Namen ist jeweils das Geburtsdatum, das Sterbedatum, der Ort der Rettung, der Grund der Ehrung und das Jahr der Ehrung angegeben.
| Name               | Geboren       | Gestorben     | Ort der Rettung            | Grund der Ehrung | Jahr |
| ------------------ | ------------- | ------------- | -------------------------- | --- | ---- |
| Ana Bozic          |               |               | Zagreb, Ljubljana          | Ana Jozic stellte jüdischen Mitbürgern gefälschte Dokumente zur Verfügung und organisierte illegalen Transfer. | 2021 |
| Ivan Breskvar      | 3. Apr. 1905  | 7. Mai 1986   | Varaždin und Cerje Nebojse | Ivan Breskvar, ein Ingenieur aus Ljubljana, arbeitete in einer Textilfabrik in Varaždin und lernte dort den jüdischen Chemiker Milan Blass kennen. Breskvar half Milan Blass den fünf Monate alten Sohn von dessen Tante, Vedran Hary, und den vierjährigen Sohn von dessen Schwester, Artur Rosner, vor der Deportation nach Auschwitz zu retten. Breskvar brachte die Kinder nacheinander mit dem Fahrrad in das 50 Kilometer entfernte Dorf Cerje Nebojse, wo sie bei der Familie Kumrić bis Kriegsende versteckt waren. | 1998 |
| Jozef Fartelj      |               |               | Tesanovci                  | Jozef Fartelj, Marija Fartelj und Franc Fartelj versteckten in Tesanovci den Juden Mirko Hirschl. | 2017 |
| Marija Fartelj     |               |               | Tesanovci                  | Jozef Fartelj, Marija Fartelj und Franc Fartelj versteckten in Tesanovci den Juden Mirko Hirschl. | 2017 |
| Franc Fartelj      |               |               | Tesanovci                  | Jozef Fartelj, Marija Fartelj und Franc Fartelj versteckten in Tesanovci den Juden Mirko Hirschl. | 2017 |
| Elisabetha Horvath | 5. Apr. 1920  | 12. Juni 2009 | Ljubljana                  | Elisabetha Horvath (geb. Rozanc) war Kindermädchen des Ehepaares Regina Steinberg und Ladislav Zajc und kümmerte sich um deren halbjüdischen Sohn Tomaž. Nachdem Ende 1943 bereits die jüdischen Eltern von Regina Steinberg deportiert worden waren, wurden im September 1944 auch Regina Steinberg und ihr nichtjüdischer Mann verhaftet. Ihr Sohn Tomaž entging der Verhaftung, da Elisabetha Horvath ihn als ihr uneheliches Kind ausgab, zu ihren Eltern Mihael und Emma Rožanc brachte und hier bis Kriegsende verstecke. | 2016 |
| Zora Piculin       |               |               | Skopje                     | Zora Pičulin, ein aus Ljubljana stammendes Kindermädchen, war im Haus der jüdischen Familie Gatenjo aus Skopje als Kindermädchen für deren einzigen Sohn Shaul angestellt. Als im März 1943 die slowenischen Juden ins KZ Treblinka deportiert wurden, holte Pičulin den zweieinhalbjährige Shaul Gatenjo, der mit einer schweren Ohrenentzündung im Krankenhaus lag, dort ab und versteckte sich mit ihm zunächst in einem Kloster in Skopje. Danach wanderte sie mit ihm zu einem kleinen Kloster in Letnica, wo sie bis zum Kriegsende leben konnten und Pičulin als Putzfrau und Köchin arbeitete. | 1975 |
| Franjo Puncuh      | 26. Sep. 1902 | 9. Sep. 1944  | Warschau                   | Franjo Puncuh, der nach dem Studium der Wirtschaftswissenschaften an der Universität Warschau als Handelsattaché am jugoslawischen Konsulat und später ab 1938 als Honorarkonsul an der jugoslawischen Gesandtschaft in Warschau arbeitete, war verheiratet mit der Jüdin Janka Glocer und hatte mit ihr ein gemeinsames Kind. Nach der Besetzung Polens durch Deutschland 1939 übernahm Franjo Puncuh zum Schein die Geschäfte der jüdischen Familien Königstein und Meszorers, um zu verhindern, dass die Firmen von den Deutschen beschlagnahmt wurden. Nach Einrichtung des Warschauer Ghettos am 15. November 1940 versorgte er seine jüdischen Freunde dort mit Geld und organisierte die Flucht zahlreicher Juden aus dem Ghetto. Er brachte die Geflüchteten übergangsweise in einem Versteck in seiner Wohnung unter, suchte Verstecke für sie bei polnischen Familien in der Stadt und versorgte sie mit Lebensmitteln. Im September 1944 wurde Franjo Puncuh während des Warschauer Aufstandes getötet und auf dem Powazki-Friedhof in Warschau beigesetzt. | 2004 |
| Ema Rozanc         |               |               | Ljubljana                  | Die Tochter von Ema Rozanc und Mihael Rozanc, Elisabetha Horvath (geb. Rozanc), war Kindermädchen des Ehepaares Regina Steinberg und Ladislav Zajc und kümmerte sich um deren halbjüdischen Sohn Tomaž. Nachdem Ende 1943 bereits die jüdischen Eltern von Regina Steinberg deportiert worden waren, wurden im September 1944 auch Regina Steinberg und ihr nichtjüdischer Mann verhaftet. Ihr Sohn Tomaž entging der Verhaftung, da Elisabetha Horvath ihn als ihr uneheliches Kind ausgab, zu ihren Eltern brachte und hier bis Kriegsende verstecke. | 2016 |
| Mihael Rozanc      | 25. Nov. 1885 | 23. Aug. 1971 | Ljubljana                  | Die Tochter von Ema Rozanc und Mihael Rozanc, Elisabetha Horvath (geb. Rozanc), war Kindermädchen des Ehepaares Regina Steinberg und Ladislav Zajc und kümmerte sich um deren halbjüdischen Sohn Tomaž. Nachdem Ende 1943 bereits die jüdischen Eltern von Regina Steinberg deportiert worden waren, wurden im September 1944 auch Regina Steinberg und ihr nichtjüdischer Mann verhaftet. Ihr Sohn Tomaž entging der Verhaftung, da Elisabetha Horvath ihn als ihr uneheliches Kind ausgab, zu ihren Eltern brachte und hier bis Kriegsende verstecke. | 2016 |
| Andrej Tumpej      | 1886          | 1973          | Belgrad                    | Andrej Tumpej, ein Priester aus Belgrad, besorgte gefälschte Ausweise mit slowenischen Namen für Antonia Kalef und ihre beiden Töchter Lidija Kalef und Rahela Kalef, wodurch die drei jüdischen Frauen die Verfolgungen durch die Deutschen überlebten. | 2001 |
| Uros Zun           | 6. März 1903  | 4. Mai 1977   | Maribor                    | Uros Zun war im Januar 1941 Leiter der Grenzpolizei im jugoslawischen Maribor. Er ermöglichte einer Gruppe von 16 deutsch-jüdischen Mädchen gegen die ausdrückliche Weisung der halbfaschistischen Regierung in Belgrad die Einreise nach Jugoslawien. Die Jugendlichen, die nach Palästina auswandern wollten, wurden mit Hilfe der örtlichen jüdischen Gemeinde in einem Hotel untergebracht, konnten nach zwei Wochen – organisiert von Zun – im Flüchtlingslager Krško unterkommen und dann in Lesno Brdo, in der Nähe von Ljubljana. Nach weiteren Stationen in Italien (Villa Emma) und der Schweiz konnten sie im Juni 1945 nach Palästina aufbrechen. | 1987 |
| Ivan Zupancic      |               |               | Banja Luka                 | Ivan Župančić und Ljubica Župančić versteckten im Sommer und Herbst 1942 in ihrem Haus in Banja Luka den neunjährigen jüdischen Jungen Dan Stockhamer. | 2001 |
| Liubica Zupancic   |               |               | Banja Luka                 | Ivan Župančić und Ljubica Župančić versteckten im Sommer und Herbst 1942 in ihrem Haus in Banja Luka den neunjährigen jüdischen Jungen Dan Stockhamer. | 2001 |
| Agnes Zilavec      |               |               | Andrejci                   | Agnes Zilavec und Aleksander Zilavec versteckten in Andrejci den Juden Mirko Hirschl | 2017 |
| Aleksander Zilavec |               |               | Andrejci                   | Agnes Zilavec und Aleksander Zilavec versteckten in Andrejci den Juden Mirko Hirschl | 2017 |